# Tolpis
Tolpis es un género de la familia de las asteráceas, tribu de las Cichorieae, o sea solo con lígulas.
Se distribuye por el Mediterráneo. Como todas las Compositeae, las flores se agrupan en un capítulo rodeado por un involucro de brácteas. La diferencia con otros géneros relacionados estriba en los frutos y las brácteas: tiene dos tipos de frutos y las brácteas son numerosas y estrechas.
La especie más conocida y espectacular es Tolpis barbata, de color amarillo pálido con lígulas centrales de color púrpura o marrón, a veces llamada el ojo de Cristo.

## Sinónimos
- Drepania Juss., Gen. Pl.: 169. 1789, nom. illeg.
- Calodonta Nutt. in Trans. Amer. Philos. Soc. ser. 2, 7: 448. 1841
- Chlorocrepis Griseb. in Abh. Königl. Ges. Wiss. Göttingen 5: 155. 1853
- Schmidtia Moench, Suppl. Meth.: 217. 1802, nom. rej.

## Especies
Especies del género Tolpis reconocidasTolpis santosii'

### Endemismos canarios
- Tolpis calderae Bolle - La Palma en las Islas Canarias
- Tolpis coronopifolia (Desf.) Biv. - La Palma + Gran Canaria + Tenerife en las Islas Canarias
- Tolpis crassiuscula Svent. - Tenerife en las Islas Canarias
- Tolpis glabrescens Kämmer - Tenerife en las Islas Canarias
- Tolpis laciniata (Sch.Bip.) - Tenerife + La Gomera + La Palma + El Hierro en las Islas Canarias
- Tolpis lagopoda C.Sm. ex Link - La Palma + Gran Canaria + Tenerife en las Islas Canarias
- Tolpis proustii Pit. - La Gomera + El Hierro en las Islas Canarias
- Tolpis santosii D. J. Crawford, M. E. Mort & J. K. Archibald - La Palma en las Islas Canarias
- Tolpis webbii Sch.Bip. - Tenerife en las Islas Canarias

### Resto de especies del género Tolpis
- Tolpis × grossii Talavera
- Tolpis azorica (Nutt.) P.Silva - Azores
- Tolpis barbata (L.) Gaertn. - España, Portugal, Marruecos, Argelia, Túnez
- Tolpis capensis (L.) Sch.Bip. - África (desde Etiopía hasta Ciudad del Cabo), Madagascar
- Tolpis crithmifolia DC.
- Tolpis farinulosa (Webb) Walp. - Cabo Verde
- Tolpis filiformis DC.
- Tolpis liouvillei Braun-Blanq. & Maire - Marruecos
- Tolpis macrorhiza (Lowe) Lowe - Azores
- Tolpis mbalensis G.V.Pope - Malaui, Zambia
- Tolpis nemoralis Font Quer - España, Marruecos
- Tolpis staticifolia (All.) Sch.Bip. - sur y centro de Europa desde Alemania hasta Albania
- Tolpis succulenta Lowe - Azores, Madeira
- Tolpis umbellata Bertol. - Mar Mediterráneo desde Azores hasta Palestina
- Tolpis virgata (Desf.) Bertol. - Mar Mediterráneo + Oriente Medio desde Córcega hasta Yemen